# 1988年夏季奥林匹克运动会

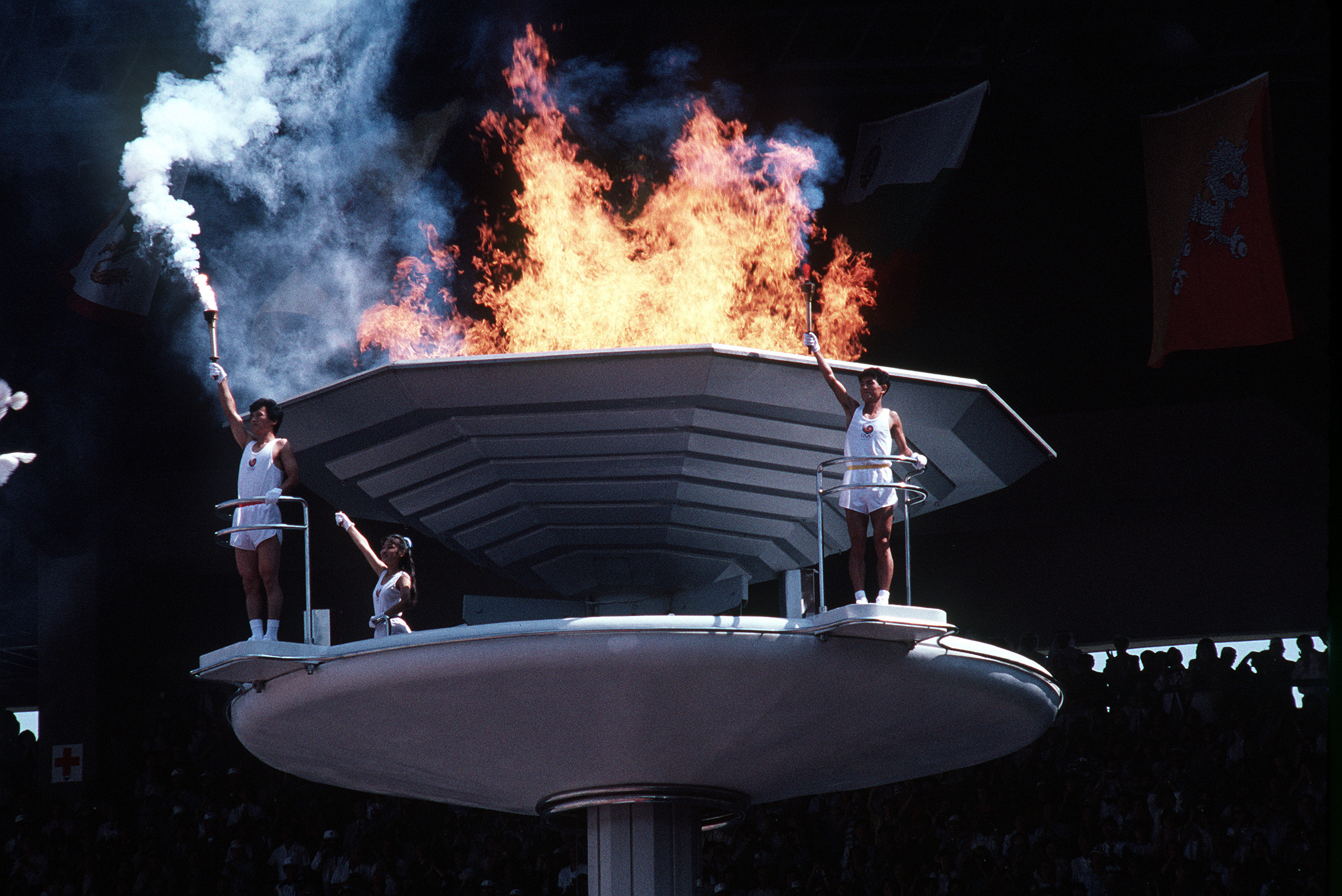
开幕仪式上的火炬点火

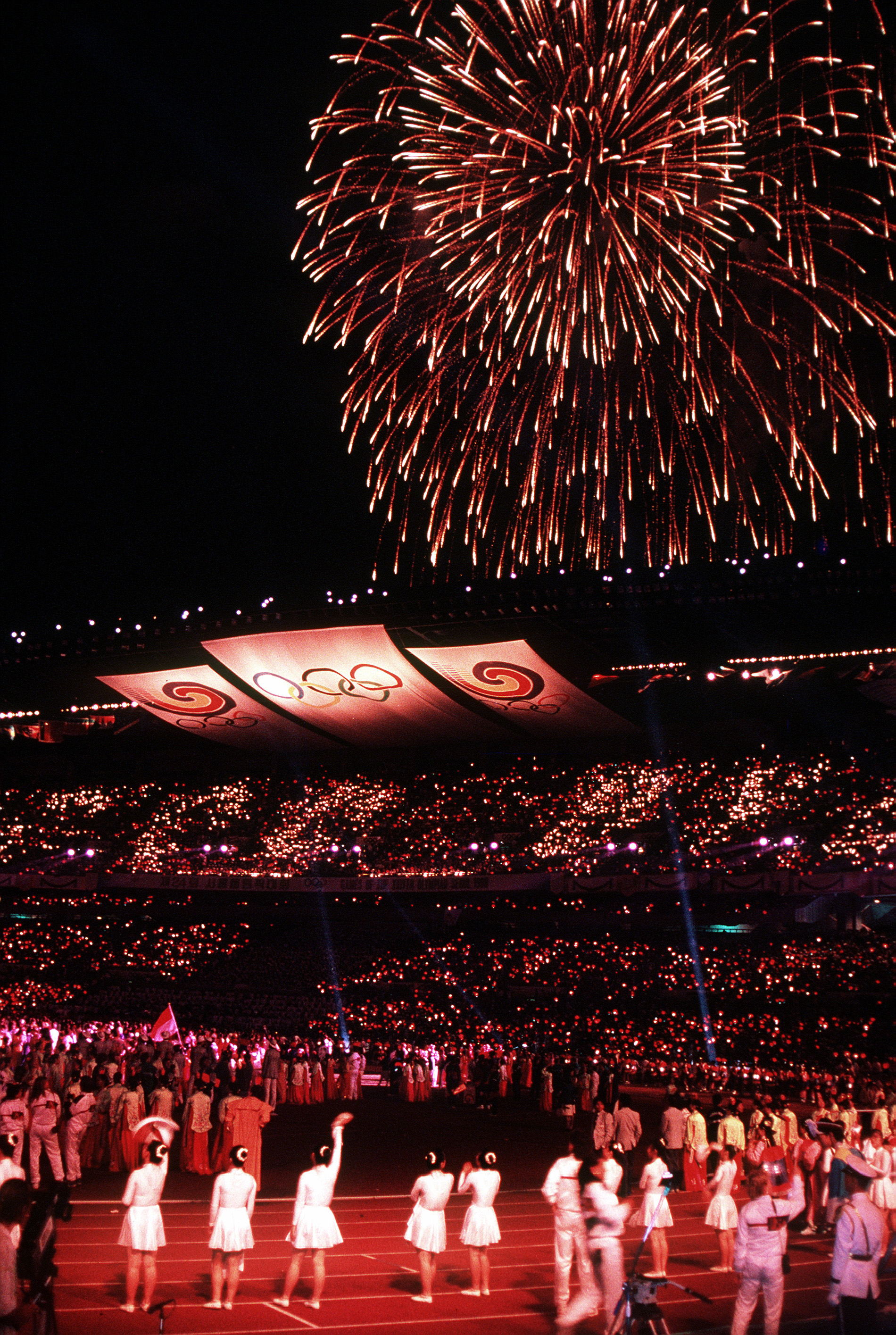
闭幕仪式的烟花

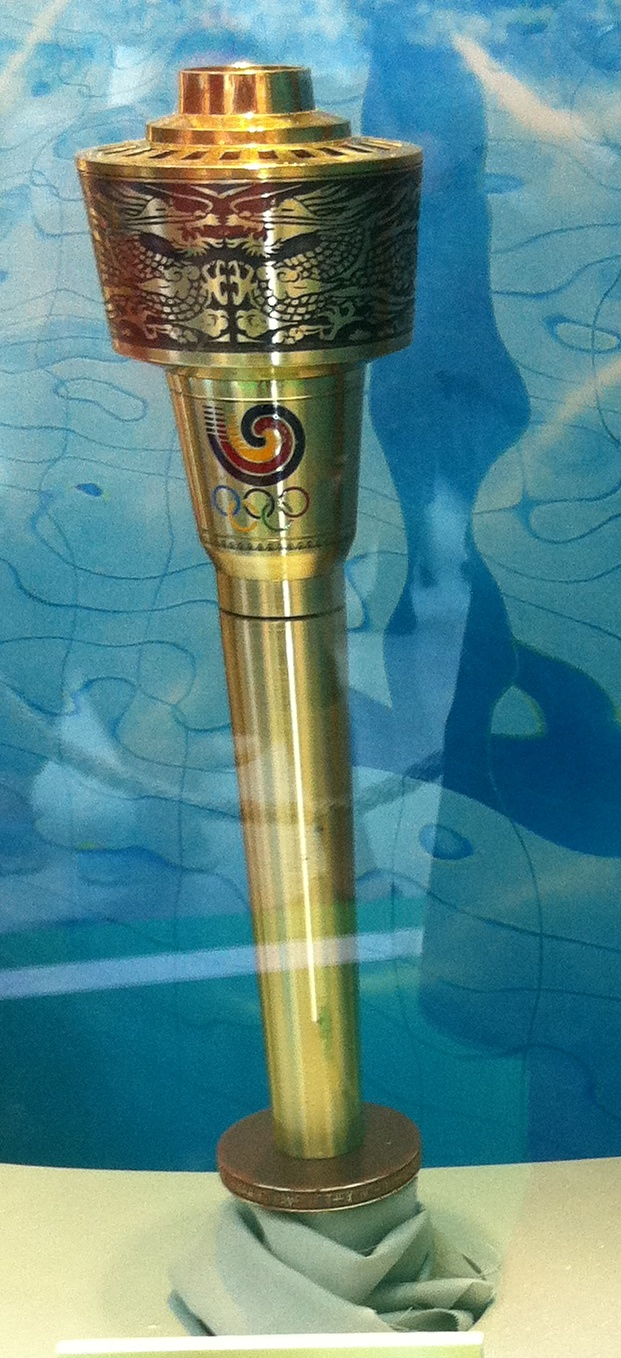
1988年夏季奧運會火炬

第二十四屆夏季奧林匹克運動會（英語：the Games of the XXIV Olympiad；：／ 1988nyeon hakye olrimpik/che24hui olrimpik daehui），又称1988年夏季奧運會，漢城奧運會，於1988年9月17日至10月2日在大韓民國首都首爾（彼時漢語世界稱漢城）揭幕，先前的亞洲運動會在同一地方舉行。

## 背景
首尔是于1981年9月30日在西德举行的国际奥委会第84次会议上，击败唯一的竞争对手日本名古屋后获得主办权的，这是奧運史上繼1964年東京奧運會後，第二次由亚洲国家举办之奥运会，而1986年亞運會也由首尔奪得。另外韓國在運動會前夕發生六月民主運動，運動會也意外促成韓國走向民主化。
本屆奧運會會歌為《手拉手》（Hand In Hand）。

## 比赛项目
| - 足球 - 篮球 - 排球 - 田径 - 射击 - 网球 - 手球 - 拳击 - 柔道 - 击剑 |  | - 举重 - 摔跤 - 射箭 - 帆船 - 赛艇 - 马术 - 皮划艇 - 自行车 - 曲棍球 - 乒乓球 |  | - 体操 - 体操 - 艺术体操 - 现代五项 - 水上运动： - 游泳 - 花样游泳 - 跳水 - 水球 |

### 表演项目

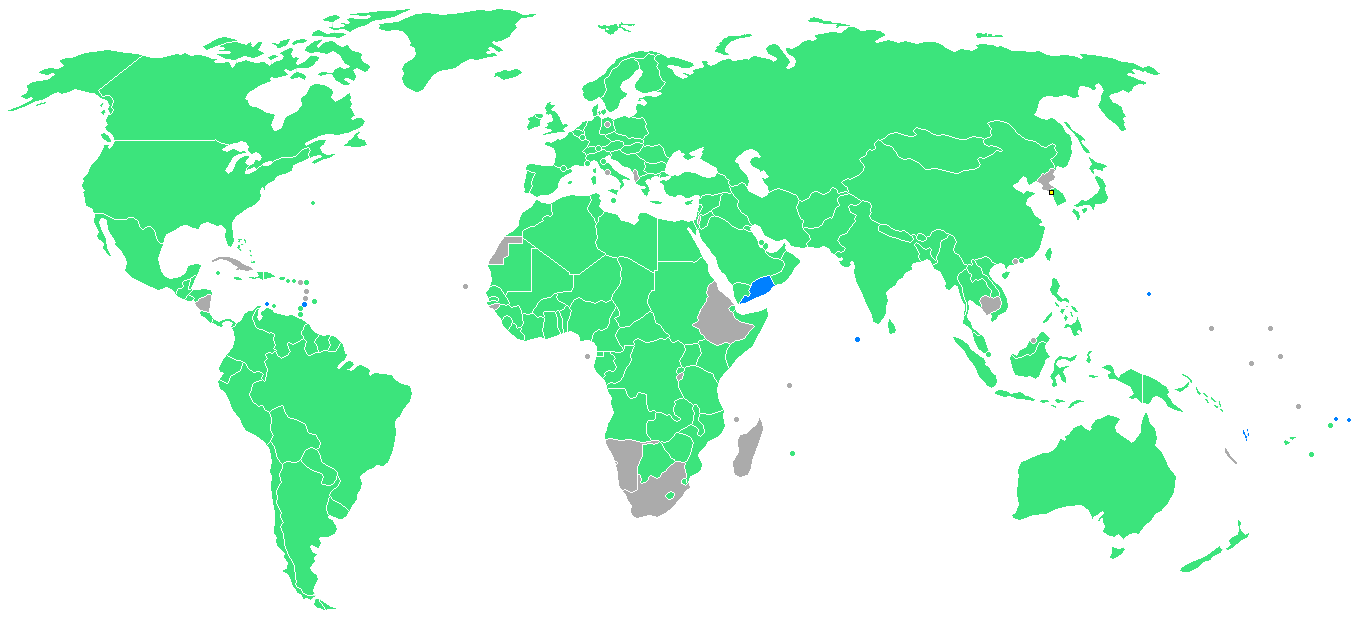
参赛国家及地区分布

| - 棒球 - 羽毛球 - 保龄球 |  | - 柔道（女子） - 跆拳道 |

## 参赛国家及地区
有159个国家和地区代表团参加了本届奥运会。
| style="font-size:90%" \| - 阿富汗 - 阿尔及利亚 - 美属萨摩亚 - 安道尔 - 安哥拉 - 安地卡及巴布達 - 阿根廷 - 阿鲁巴 - 阿尔及利亚 - 奥地利 - 巴哈马 - 巴林 - 比利时 - 伯利兹 - 百慕大 - 不丹 - 玻利维亚 - 巴西 - 英屬維爾京群島 - 保加利亚 - 布吉納法索 - 緬甸 - 喀麦隆 - 加拿大 - 开曼群岛 - 中非 - 智利 - 中国 - 哥伦比亚 - 刚果共和国 - 庫克群島 \| - 賽普勒斯 - 捷克斯洛伐克 - 丹麦 - 埃及 - 薩爾瓦多 - 赤道几内亚 - 斐济 - 芬兰 - 法国 - 加彭 - 东德 - 西德 - 英国 - 希腊 - 格瑞那達 - 關島 - 几内亚 - 海地 - 香港 - 匈牙利 - 冰島 - 印度 - 印度尼西亞 - 伊朗 - 伊拉克 - 愛爾蘭 - 以色列 - 義大利 - 牙买加 - 日本 - 约旦 \| - 韩国（主辦國） - 科威特 - 黎巴嫩 - 賴索托 - 利比里亚 - 利比亞 - 列支敦斯登 - 盧森堡 - 马拉维 - 马来西亚 - 馬爾地夫 - 馬爾他 - 毛里塔尼亚 - 模里西斯 - 墨西哥 - 摩納哥 - 蒙古国 - 摩洛哥 - 莫桑比克 - 尼泊尔 - 荷蘭 - 新西兰 - 尼日尔 - 奈及利亞 - 挪威 - 阿曼 - 巴基斯坦 - 巴拿马 - 巴拉圭 - 秘魯 - 菲律賓 - 波蘭 - 葡萄牙 - 波多黎各 - 羅馬尼亞 \| - 卢旺达 - 圣文森特和格林纳丁斯 - 萨摩亚 - 圣马力诺 - 沙烏地阿拉伯 - 塞内加尔 - 新加坡 - 所罗门群岛 - 苏联 - 西班牙 - 斯里蘭卡 - 苏丹 - 苏里南 - 瑞典 - 瑞士 - 叙利亚 - 中华台北 - 坦桑尼亚 - 泰國 - 多哥 - 千里達及托巴哥 - 突尼西亞 - 土耳其 - 乌干达 - 阿拉伯联合酋长国 - 美国 - 乌拉圭 - 瓦努阿图 - 委内瑞拉 - 越南 - 美屬維爾京群島 - 北也门 - 南也门 - 南斯拉夫 - 赞比亚 - 津巴布韦 \| | | | |
| - 阿富汗 - 阿尔及利亚 - 美属萨摩亚 - 安道尔 - 安哥拉 - 安地卡及巴布達 - 阿根廷 - 阿鲁巴 - 阿尔及利亚 - 奥地利 - 巴哈马 - 巴林 - 比利时 - 伯利兹 - 百慕大 - 不丹 - 玻利维亚 - 巴西 - 英屬維爾京群島 - 保加利亚 - 布吉納法索 - 緬甸 - 喀麦隆 - 加拿大 - 开曼群岛 - 中非 - 智利 - 中国 - 哥伦比亚 - 刚果共和国 - 庫克群島 | - 賽普勒斯 - 捷克斯洛伐克 - 丹麦 - 埃及 - 薩爾瓦多 - 赤道几内亚 - 斐济 - 芬兰 - 法国 - 加彭 - 东德 - 西德 - 英国 - 希腊 - 格瑞那達 - 關島 - 几内亚 - 海地 - 香港 - 匈牙利 - 冰島 - 印度 - 印度尼西亞 - 伊朗 - 伊拉克 - 愛爾蘭 - 以色列 - 義大利 - 牙买加 - 日本 - 约旦 | - 韩国（主辦國） - 科威特 - 黎巴嫩 - 賴索托 - 利比里亚 - 利比亞 - 列支敦斯登 - 盧森堡 - 马拉维 - 马来西亚 - 馬爾地夫 - 馬爾他 - 毛里塔尼亚 - 模里西斯 - 墨西哥 - 摩納哥 - 蒙古国 - 摩洛哥 - 莫桑比克 - 尼泊尔 - 荷蘭 - 新西兰 - 尼日尔 - 奈及利亞 - 挪威 - 阿曼 - 巴基斯坦 - 巴拿马 - 巴拉圭 - 秘魯 - 菲律賓 - 波蘭 - 葡萄牙 - 波多黎各 - 羅馬尼亞 | - 卢旺达 - 圣文森特和格林纳丁斯 - 萨摩亚 - 圣马力诺 - 沙烏地阿拉伯 - 塞内加尔 - 新加坡 - 所罗门群岛 - 苏联 - 西班牙 - 斯里蘭卡 - 苏丹 - 苏里南 - 瑞典 - 瑞士 - 叙利亚 - 中华台北 - 坦桑尼亚 - 泰國 - 多哥 - 千里達及托巴哥 - 突尼西亞 - 土耳其 - 乌干达 - 阿拉伯联合酋长国 - 美国 - 乌拉圭 - 瓦努阿图 - 委内瑞拉 - 越南 - 美屬維爾京群島 - 北也门 - 南也门 - 南斯拉夫 - 赞比亚 - 津巴布韦 |

- 汶莱未正式参加首尔奥运会。

## 奖牌榜
| 排名 | 国家／地区      | 金牌 | 银牌 | 铜牌 | 總數 |
| ---- | --------------- | ---- | ---- | ---- | ---- |
| 1    | 苏联（URS）     | 55   | 31   | 46   | 132  |
| 2    | 东德（GDR）     | 37   | 35   | 30   | 102  |
| 3    | 美国（USA）     | 36   | 31   | 27   | 94   |
| 4    | 韩国（KOR）     | 12   | 10   | 11   | 33   |
| 5    | 西德（FRG）     | 11   | 14   | 15   | 40   |
| 6    | 匈牙利（HUN）   | 11   | 6    | 6    | 23   |
| 7    | 保加利亚（BUL） | 10   | 12   | 13   | 35   |
| 8    | 罗马尼亚（ROM） | 7    | 11   | 6    | 24   |
| 9    | 法国（FRA）     | 6    | 4    | 6    | 16   |
| 10   | 意大利（ITA）   | 6    | 4    | 4    | 14   |
| 11   | 中国（CHN）     | 5    | 11   | 12   | 28   |

## 焦點
- 1936年夏季奧林匹克運動會男子馬拉松項目冠軍孫基禎，以時任韓國體育協會會長的身份擔任火炬手，將火炬帶進開幕儀式會場。
- 點燃聖火的同時都會把白鴿放生，寓意和平，但本屆奧運點燃聖火時有不少白鴿被聖火燒死，國際奧委會此後在1992年之開幕禮開始取消放白鴿之環節，以放汽球、煙花取代，及改為晚上進行，本屆也因而成為最後一屆有「白鴿放生」環節之開幕禮。
- 韩国政府因於1986年7月至1988年11月這2年4個月期間先后举办亞運會和奥运会的压力而实现民主化。
- 韓國爭取到主辦權後，朝鮮即要求以一半的比賽項目移到朝鮮境內舉行的方式合辦，但韓國不同意比賽項目在朝鮮舉行，兩國最終未達成共識。因此朝鮮抵制本次奧運，並派特工金賢姬發動大韓航空858號班機爆炸案企圖影響奧運主辦。
- 在连续三届的抵制后，本次奥运会再度遭到了七个国家的抵制：朝鲜、古巴、阿尔巴尼亚、埃塞俄比亚、马达加斯加、尼加拉瓜和塞舌尔（皆為社會主義國家，其中阿尔巴尼亚已经连续抵制了三届奥运会）。
- 美國及蘇聯八年來互相抵制後再次同台出現，也是兩國最后一次同台出現——此後蘇聯於1991年解體。
- 开幕式中華人民共和國代表团入场时，背景音乐为《歌唱祖国》（當時中華人民共和國和大韓民國並無外交關係，直至1992年巴塞罗那奥运会闭幕后才正式建交）。
- 加拿大百米短跑运动员本·约翰逊在本届奥运会上刷新男子100米世界记录，却在事后被发现服用兴奋剂，这是奥运会历史上最为轰动的兴奋剂丑闻。
- 来自东德的女游泳运动员克里斯汀·奧托连夺6枚金牌（該屆亦同時為東德於德國統一前之最後金牌），而美国游泳名将馬特·比昂迪也获得5枚金牌、1枚银牌和1枚铜牌。
- 美国田径运动员赢得女子100米、女子200米和女子4X100米接力3枚金牌，并刷新女子200米世界记录。
- 苏联运动员弗拉基米尔·阿尔捷莫夫在男子体操比赛中独得3枚金牌和团体体操金牌。罗马尼亚的女体操选手達妮艾拉·西莉華絲获得3枚金牌、2枚银牌和1枚铜牌。
- 乒乓球首次成为奥运会项目，中國與韩国各获2枚金牌。
- 网球在阔别64年后重返奥运会，西德女子网球运动员至此创下网球史上至今唯一一次的年度金满贯。
- 2名保加利亚举重选手在被查出服用兴奋剂后被剥夺金牌，隨後保加利亚举重队宣布退出比赛。
- 本届奥运会举办时韩国尚未加入联合国，因此本届奥运会是首次也是迄今为止唯一一次在非联合国成员国举办的奥运会。